# Chloropteryx opalaria
Chloropteryx opalaria là một loài bướm đêm trong họ Geometridae.